# Giobatta Zoppelletto
Giovanni Battista Zoppelletto, meglio noto come Giobatta (Venezia, 3 aprile 1932), è un ex calciatore italiano, di ruolo centromediano.
Ha totalizzato 199 presenze in Serie A con la maglia del L.R. Vicenza.

## Palmarès
- Campionato italiano di Serie B: 1

L.R. Vicenza: 1954-1955